# Donje Novo Selo (Bujanovac)
Donje Novo Selo (em cirílico: Доње Ново Село) é uma vila da Sérvia localizada no município de Bujanovac, pertencente ao distrito de Pčinja, na região de Binačko Pomoravlje. A sua população era de 120 habitantes segundo o censo de 2002.

## Demografia
| 1948 | 1953 | 1961 | 1971 | 1981 | 1991 | 2002 |
| ---- | ---- | ---- | ---- | ---- | ---- | ---- |
| 486  | 424  | 432  | 347  | 283  | 141  | 120  |